# M18A1闊刀地雷
M18A1闊刀地雷（英語：M18A1 Claymore，別名：克萊莫人員殺傷地雷），俗称闊刀、闊剑，其別名取材自蘇格蘭闊刃大劍，是一種由美軍於1960年代越戰時期所研發製作的定向反步兵地雷，但破壞力也足以使非裝甲之車輛損毁。

## 歷史及設計
反人員地雷的概念始於第二次世界大戰，戰爭期間納粹德國科學家研究出米斯奈-沙爾丁效應，但當時理論尚不完整，因此未能研發出運用理論的兵器；在韓戰時，美國與加拿大科學家接續著這項理論繼續研究，加拿大首先研發出稱為「鳳凰」的反人員地雷，該型地雷是以鋼質外殼內裝5磅的B炸藥，由於體積過大，有效射程不足（20-30公尺），雖然成功讓理論實體化，但還不被視為可行的兵器。
1952年，美國皮卡汀尼兵工廠委託諾曼·麥克勞德（Norman MacLeod）開設的Calord公司研發小型定向地雷，麥克勞德利用同樣的理論設計了代號T-48的反人員地雷，雖然T-48並沒有滿足兵工廠的技術指標，但M-18的基礎設計也在此大致定型；皮卡汀尼兵工廠後續得到美國陸軍委託量產M18地雷，約生產了1萬枚，這批地雷首次運用是在1961年時少量配備至越南戰場。不過本型武器實際大量配發是在改良型M18A1問世之後。
M18A1前身為韓戰時期的M18。長約8.5英吋，寬約1.4英吋，高約3.2英吋，重約3.5磅；而其中包含了約700粒的鋼珠以及約1.5磅的C-4塑性炸藥。基本上第二代的M18A1闊刀地雷不論在外型或結構上都和第一代的M18大同小異，唯一的不同是美軍在M18A1外殼頂上加上了一個簡易的瞄準具。
在外觀上，弧形、凸面的方形外殼角架等為M18A1的特色之一，另一個特點是具有精準而簡易的瞄準具。主要引爆方式為絆發或電纜控制。M18A1內有預製的破片溝痕，因此爆炸時可使破片向一定之方向飛出，再加上其內藏的鋼珠，可以極少的數量造成極大的傷害。根據美軍《地雷野戰手冊》（FM23-23），M18A1的爆炸殺傷範圍包括前方50公尺，以60度廣角的扇形範圍擴散；而高度則為2到2.4公尺。其鋼珠的最遠射程甚至可達250公尺，包含了100公尺左右的中度殺傷範圍。
由於M18A1較輕，因此不但可埋設在路面上，更可掛設在樹幹或木樁上製成詭雷。而其目的主要是使敵方在戰場上受傷而不能行動，因而成為敵方的負累。M18A1具有極佳的防水性，浸泡於鹽水或淡水2小時之後仍可正常使用。因M18A1擁有高度的穩定性和嚇阻威力，因此在許多其他國家亦不難發現其複製或是仿製品。

## 使用國
註：以下為M18A1的使用國，並不包括任何仿製版本的用戶。
- 柬埔寨
- 希腊
- 伊拉克
- 马来西亚
- 波蘭
- 沙烏地阿拉伯
- 土耳其
- 乌克兰：2022年俄羅斯入侵烏克蘭期間由美國軍援提供。
- 英国
- 美国
- 越南共和国
- 越南

## 各地版本
M18在多個國家皆有合法生產及未授權仿制型：
- 智利 -M18

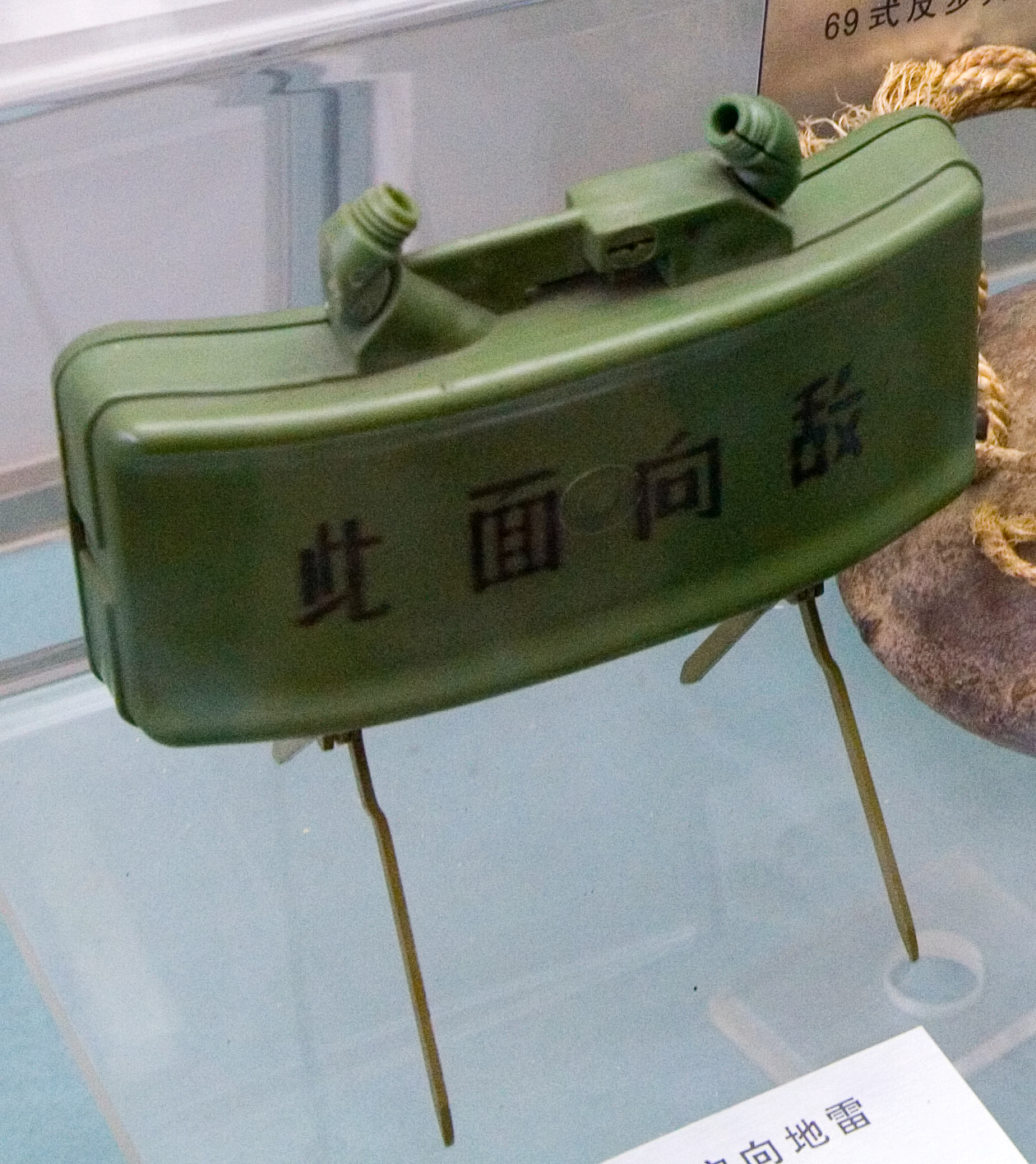
中国解放軍仿製的66型地雷

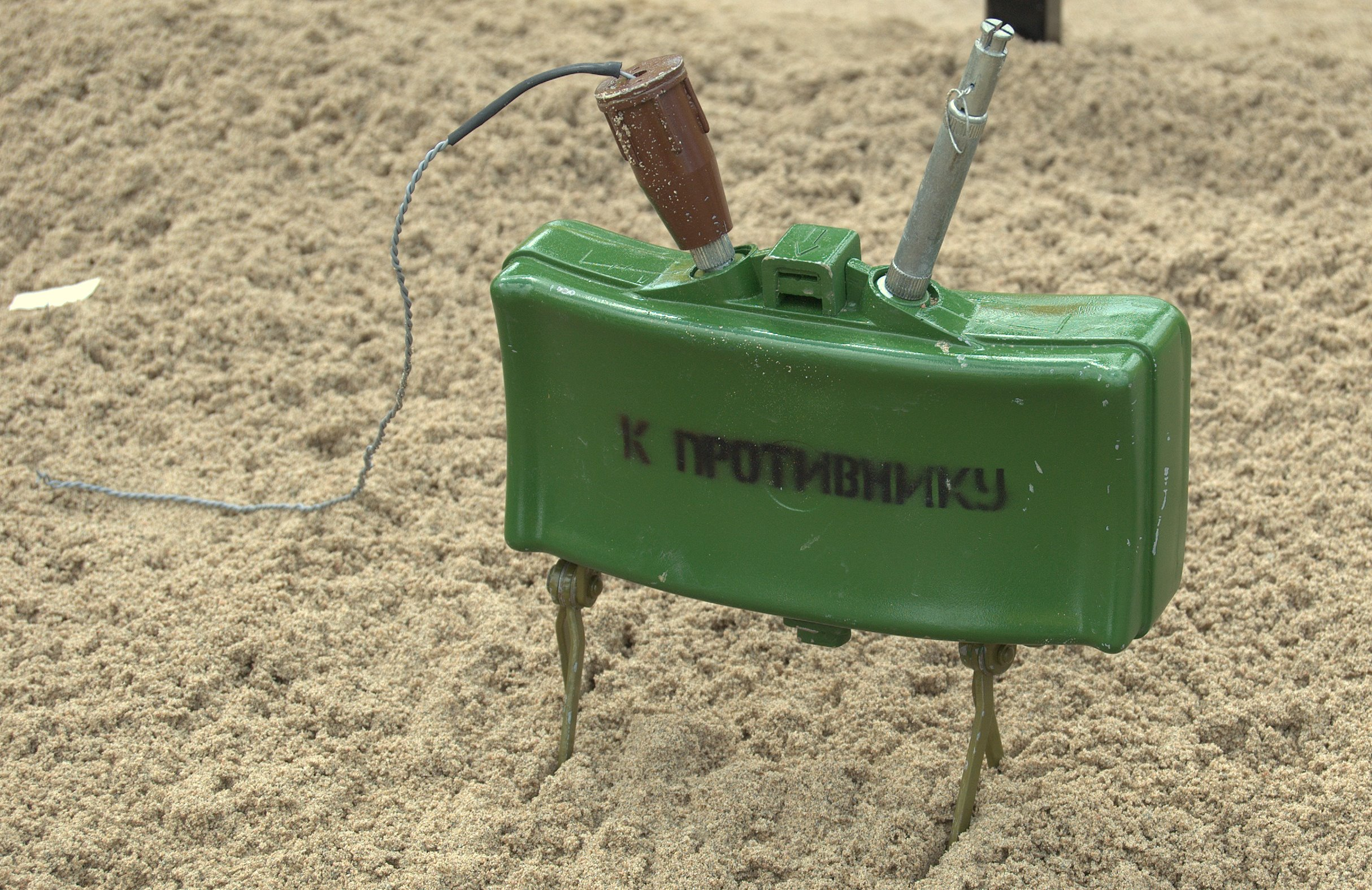
苏联仿製的MON-50地雷，俄文為「К ПРОТИВНИКУ」，译為「向敌方」。

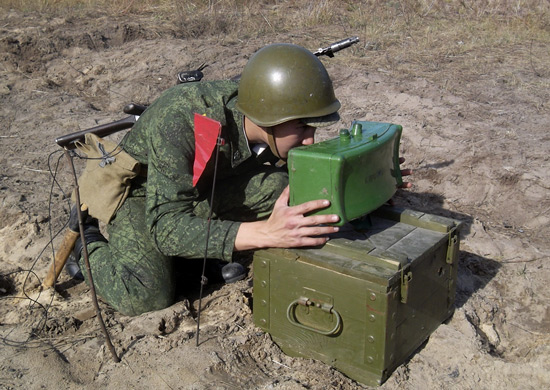
MON-90地雷

- 中華人民共和國 -66式，比原版的引爆方式增加了延遲引信，有5~8秒延遲。
- 大韓民國 -KM18A1
- 大韓民國 -K440，比原版較細，內有770粒鋼珠。
- 加拿大 -C19
- 以色列 -No 6
- 巴基斯坦 -P5 Mk1
- 俄羅斯 -MON-50
- 南非 -Shrapnel mine No 2
- 瑞典 -Försvarsladdning 21
- 越南 -MDH-C40
- 匈牙利 -IHR-60
- 苏联 -MON-50